# Galaxien
Les Galaxiens sont des personnages de la série de bande dessinée Le Scrameustache.

## Apparence
Les Galaxiens sont des petits personnages anthropomorphes d'environ 1,20 m, ayant la peau verte et un nez noir. Ils sont habituellement vêtus d'une tunique unicolore (ou un ensemble deux-pièces pour les femmes) arborant dans un cercle ventral un symbole indiquant leur activité du moment. Les deux sexes sont représentés ; les femmes sont chevelues et les hommes, chauves, possèdent une antenne au sommet du crâne coiffée d'une boule rouge. Dans leurs hauts de pages satiriques publiés dans le journal Spirou, les dessinateurs Yann & Conrad ont laissé entendre que la boule en question représentait un testicule ; s'il s'agissait là avant tout d'une plaisanterie, l'hypothèse est reprise métaphoriquement par Gos lui-même dans l'album Les Figueuleuses (1989) ; affectés d'un mal mystérieux au contact des jolies amazones, les Galaxiens voient leur boule déformée comme elle le serait par une maladie vénérienne.
Dans l'album Les Enfants de l'arc-en-ciel, on découvre que leurs ancêtres ont dû abandonner leur planète originelle pour fuir un cataclysme, et que leur couleur de peau était autrefois semblable à celle des humains blancs. Des Galaxiens « blancs », restés accidentellement en léthargie, et noirs font leur apparition ; la peau de ces derniers, à l'instar des humains noirs, s'est adaptée à un monde où la température s'est élevée à la suite du cataclysme. Les « noirs » semblent porter des prénoms (Ticall, Oena).

## Historique
Les premiers Galaxiens mâles font leur apparition en 1978 au cours de l'album no 6 de la série, La Fugue du Scrameustache. Ce dernier les décrit à l'Oncle Georges comme étant les « démineurs de l'espace ». Les Galaxiennes arrivent 3 ans plus tard, lors de la 10e aventure, Le Prince des Galaxiens.

### Apparitions
Les Galaxiens apparaissent dans pratiquement tous les albums de la série.
Ils n'apparaissent cependant pas dans :
- Les tomes 1 à 5, ou seulement dans un rôle narratif ;
- L'album no 20 Le Sosie ;
- L'album no 23 La Caverne tibétaine ;
- L'album no 24 Le Cristal des Atlantes, mais leur technologie vient en aide au Scrameustache ;
- L'album no 27 Les Naufragés du Chastang ;
- L'album no 34 Le Retour de Falzar.

En outre, ils sont les héros attitrés des albums no 17 Les Galaxiens s'en vont en gags, no 22 Chroniques Galaxiennes et no 25 Le bêtisier galaxien, où le Scrameustache et Khéna n'apparaissent que très peu.

## Communauté
Les Galaxiens vivent en une communauté hiérarchisée sur l'une des deux lunes de la planète Aktarka, planète natale de Khéna (l'autre lune est peuplée par les Kromoks). S'il existe un Prince des Galaxiens, celui-ci n'a aucun pouvoir ; le titre n'est qu'honorifique et récompense chaque année de leur système solaire le plus méritant ou la plus méritante d'entre eux. Les décisions de l'état sont prises par les anciens, cinq (à l'origine) vieux sages très âgés et portant la barbe, toujours de sexe masculin. Il semblerait qu'ils soient les seuls à porter un prénom (Lechmûr ou Lechspûr), à l'exception de quelques-uns d’entre eux comme une Galaxienne prénommée Falzarine, du nom de son « père ». Tous les Galaxiens sont aussi désignés par un matricule.
Leur mode de vie est proche des terriens occidentaux : ils pratiquent le mariage, les couples ont en moyenne un à deux enfants qu'ils élèvent eux-mêmes, ils se distraient en regardant la télévision ou en pêchant, et, s'ils commettent des impairs, sont punis a des tâches d'intérêt général et sont consignés dans un pénitencier.
Chaque jour de leur système solaire, les Galaxiens échangent leurs rôles ; sur coup de sifflet du chef de jour, ils abandonnent leur tunique et en revêtent une autre, donc une autre fonction. Ce procédé démocratique leur permet de se perfectionner, tout en apprenant à donner des ordres comme à les obéir. L'Oncle Georges fut le tout premier terrien à avoir la chance d'assister à un changement de rôle. On apprend que les « punis », contrairement aux autres Galaxiens, ne participent jamais a un changement de rôle.

### Fonctions et grades
La liste n'est pas exhaustive ; il en apparaît pratiquement à chaque nouvel album. Voici les plus répandues ou les plus importantes :
| Fonction         | Tunique | Symbole                | Notes                                                           |
| ---------------- | ------- | ---------------------- | --------------------------------------------------------------- |
| Chef de jour     |         | étoile à cinq branches | son équipement comprend une paire de gants blancs               |
| Navigateur       |         | ailes stylisées en V   | fonction la plus répandue, aussi parfois pilote                 |
| Approvisionneur  |         | gland                  |                                                                 |
| Toubib           |         | Croix-Rouge            | les infirmières portent les mêmes couleurs                      |
| Radio-opérateur  |         | éclair vertical        | son équipement comprend un casque audio                         |
| Mécanicien       |         | écrou                  | ses manches sont relevées                                       |
| Explorateur      |         | planète à anneau       |                                                                 |
| Écologiste       |         | marguerite             |                                                                 |
| Électronicien    |         | onde électrique        |                                                                 |
| Puni             |         | barreaux de prison     | son équipement comprend un calot                                |
| Garde            |         | poing à l'index levé   | son équipement comprend un casque décoré d'un double chevron    |
| Forces spéciales |         | double chevron         | leur équipement comprend un casque rouge ailé                   |
| Stagiaire        |         | L majuscule            | sa tunique peut être d'une autre couleur                        |
| Steward          |         | verre à pied           |                                                                 |
| Nourrice         |         | tétine                 | fonction purement féminine                                      |
| Électricien      |         | deux éclairs en X      |                                                                 |
| Apponteur        |         | cocarde barrée         | son équipement comprend un casque et deux raquettes d'apponteur |
| Juriste          |         | balance                | le col de la tunique comprend un rabat                          |
| Charpentier      |         | marteau                | son équipement comprend un casque de chantier                   |
| Cuistot          |         | couverts entrecroisés  | sa tunique peut être aussi grenadine                            |
| Facteur          |         | lettre postale         |                                                                 |